# Walerija O’Connor-Wilinska

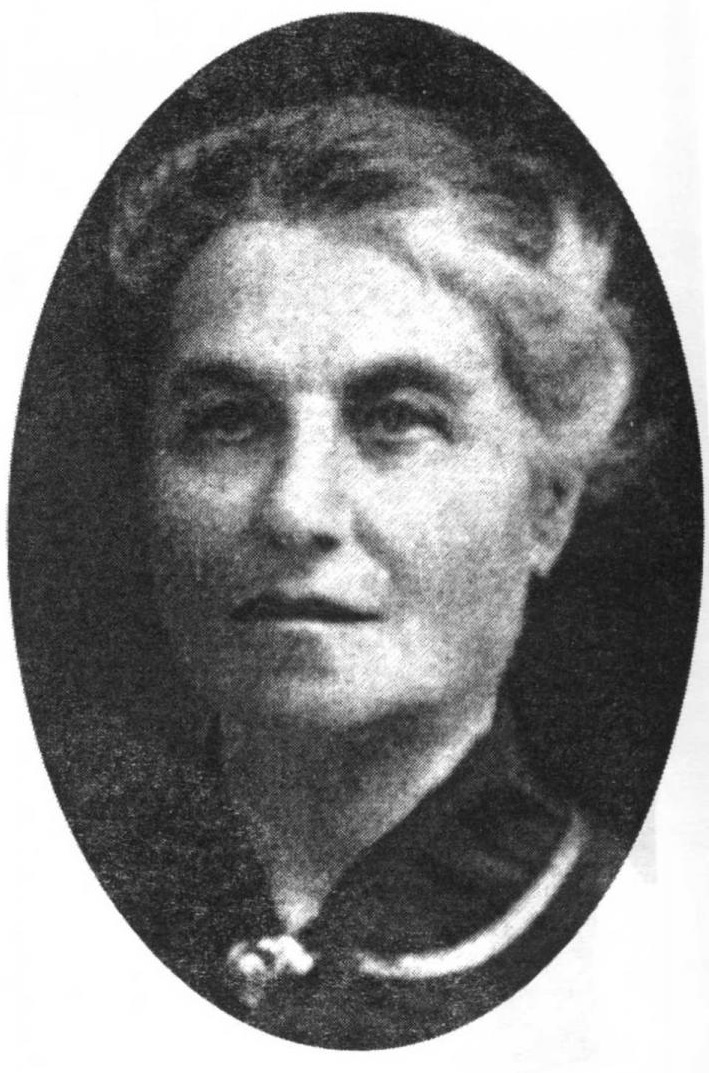
Walerija O’Connor-Wilinska

Walerija Oleksandriwna O’Connor-Wilinska (ukrainisch Валерія Олександрівна О'Коннор-Вілінська, * 21. Dezember 1866 in Mykolajiwka, heutiger Rajon Poltawa; † 19. Dezember 1930 in Poděbrady) war eine ukrainische Schriftstellerin, Lehrerin und Übersetzerin.

## Biografie
Ihr Vater war ein Landbesitzer irischer Herkunft. Sie war eine Schwägerin von Mykola Lyssenko und eine Nichte von Mychajlo Staryzkyj. In den 1890er Jahren leitete sie eine ukrainische Schule und ein Volkstheater in Mykolajiwka. Später unterrichtete sie an der Charkiwer Eparchialschule, war Mitglied des Verlagsausschusses der Charkiwer Alphabetisierungsgesellschaft und schrieb pädagogische Broschüren und Feuilletons für eine Lokalzeitung.
Nach der russischen Revolution 1905 lebte sie in Kiew, wo sie die Theaterstücke Instytutka und Storinka mynuloho schrieb. Sie trat der Proswita bei. Während des Ersten Weltkrieges beteiligte sie sich an der Einrichtung von Unterkünften für Kinder von Flüchtlingen und Personen, die aus Galizien auswanderten. 1917 war sie Mitglied des ersten Generalsekretariats der ukrainischen Zentralna Rada und des Präsidiums der ukrainischen Nationaltheatergesellschaft.
1919 emigrierte sie nach Wien und dann nach Poděbrady, wo sie 1924 die Novelle Der Schatz schrieb. Außerdem schrieb sie Teile einer langen Romanchronik namens In der Emigration und Memoiren über die Familien Lyssenko und Staryzkyj. Ihre Werke und Übersetzungen französischer Literatur von Autoren wie Alfred de Musset, Victor Hugo, Paul Verlaine und Anatole France erschienen im Literarisch-wissenschaftlichen Herold in Kiew und weiteren Zeitschriften in Städten wie Kolomyja, Lwiw, Uschhorod, Paris, Wien und Prag.
Nach dem Tod ihres Ehemannes beging sie Selbstmord.